# S-Bahn Aargau
Auf den Fahrplanwechsel vom 14. Dezember 2008 wurde für die Regionalzuglinien im Kanton Aargau eine S-Bahn-Nummerierung eingeführt. Diese S-Bahn Aargau wurde als Ergänzung zu den benachbarten S-Bahn-Netzen Zürich, Basel und Zentralschweiz konzipiert. 
Die Liniennummern wurden im 20er Bereich gewählt (mit Ausnahme der S14 Menziken–Aarau–Schöftland), damit keine Konflikte mit den angrenzenden in den Kanton Aargau hineinführenden S-Bahn-Linien entstehen. 
Neue Haltestellen wurden nicht gebaut, auch wurde kein neues Rollmaterial beschafft. Es handelt sich im Wesentlichen um eine Neubezeichnung der bereits existierenden Bahnverbindungen. Vereinzelt wurden jedoch gewisse Linienführungen geändert (z. B. Durchbindung Langenthal – Baden) und teilweise auch der Fahrplan verdichtet.

## Linien

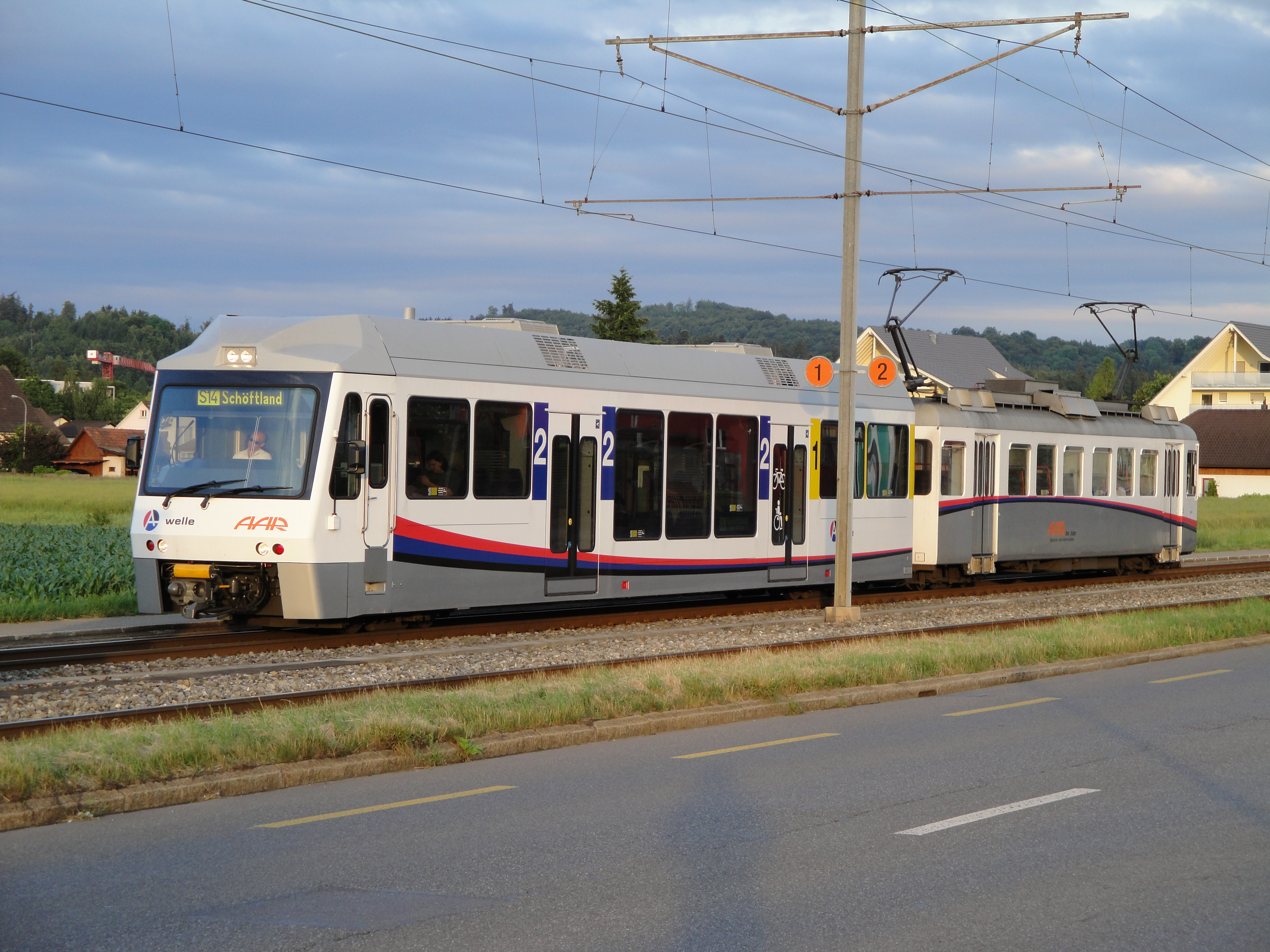
S14 zwischen Suhr und Aarau

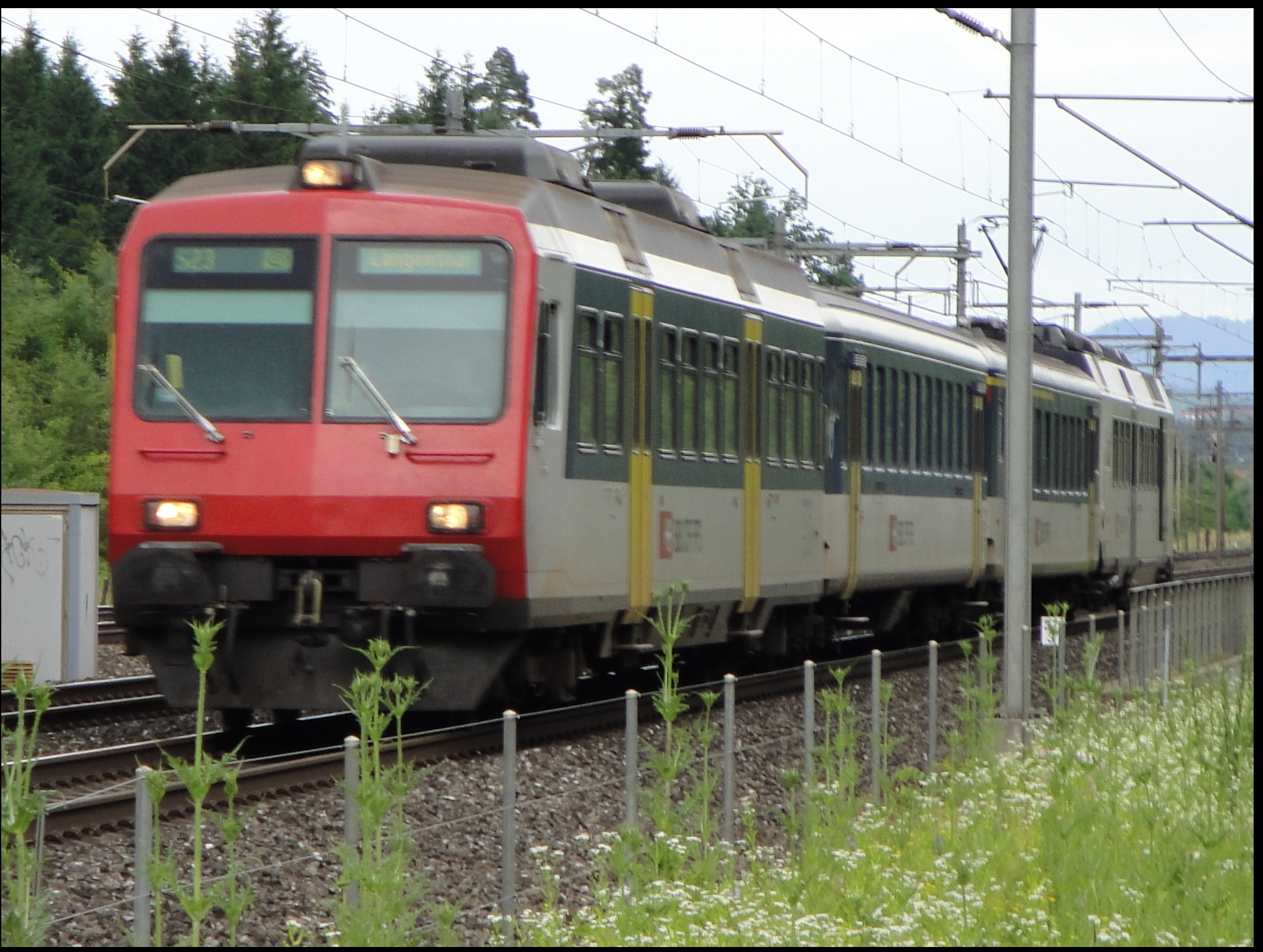
S23 zwischen Rupperswil und Aarau

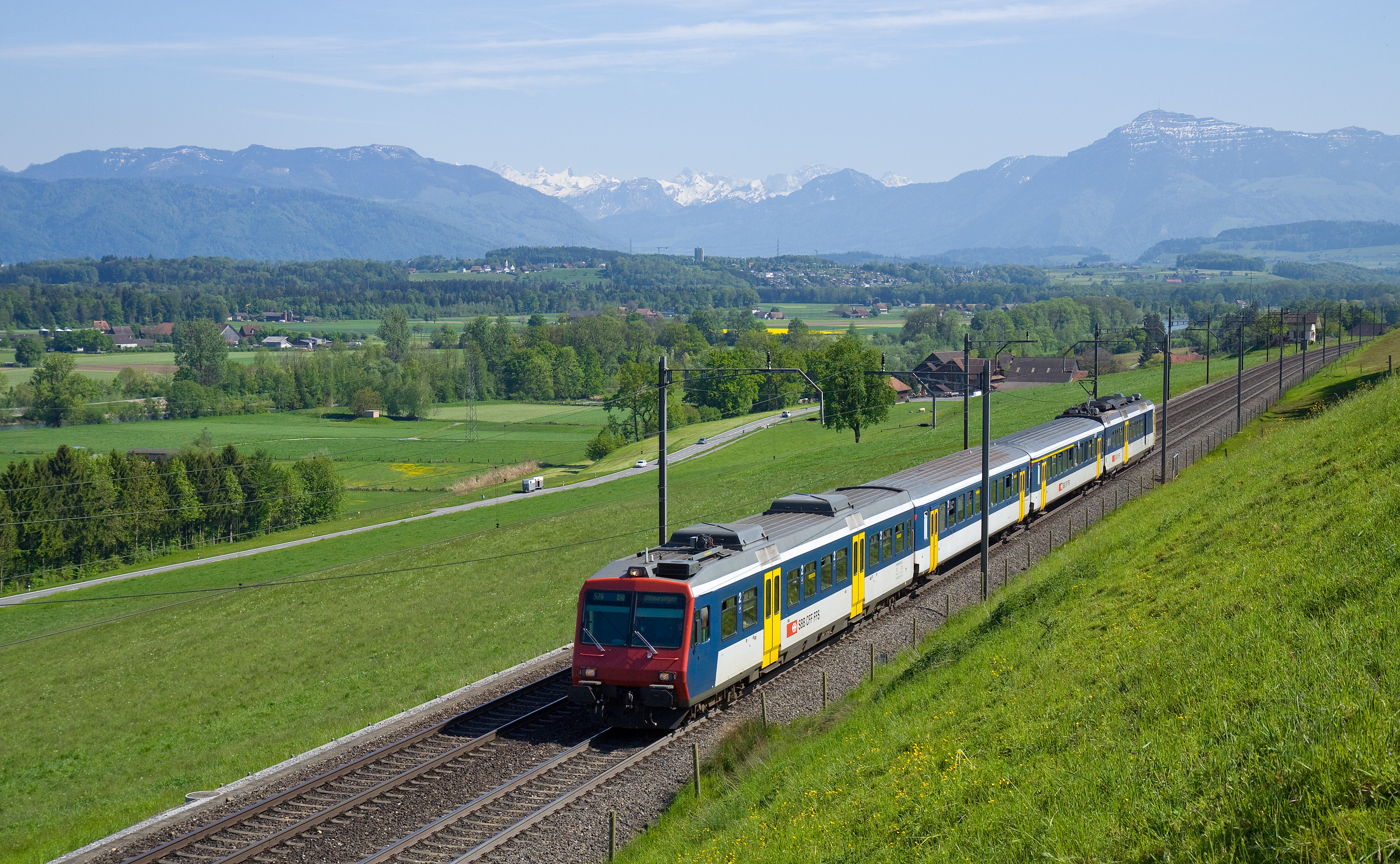
S26 zwischen Mühlau und Sins

S 14 Menziken – Aarau – Schöftland (WSB) 
Fahrplan: Montags bis samstags 15-Minuten-Takt bis 21 Uhr, 30-Minuten-Takt bis Mitternacht. Sonntags 30-Minuten-Takt bis Mitternacht
Rollmaterial: Be 4/4 + ABt oder Bt, ABe 4/8, Be 4/8
Spurweite: 1000mm (Meterspur)
Betrieb durch Wynental- und Suhrentalbahn
S 23 Langenthal – Olten – Aarau – Lenzburg – Brugg – Baden 
Fahrplan: Täglich Stundentakt bis Mitternacht zwischen Baden und Langenthal sowie um eine halbe Stunde versetzt zwischen Olten und Langenthal bis 20 Uhr.
Rollmaterial: Stadler Flirt Spurweite: 1435mm (Normalspur)
Betrieb durch SBB
Bis Ende 2016 montags bis freitags morgens und abends zusätzliche Züge zwischen Brugg und Lenzburg, welche nun durch die neue S 25  abgedeckt werden
S 25 Brugg – Othmarsingen – Wohlen – Muri 
Fahrplan: Täglich Stundentakt bis 22 Uhr.
Rollmaterial: Stadler Flirt Spurweite: 1435mm (Normalspur)
Betrieb durch SBB
S 26 Olten – Aarau/Lenzburg – Wohlen – Muri – Rotkreuz 
Fahrplan: Täglich Stundentakt zwischen Olten und Rotkreuz sowie um eine halbe Stunde versetzt zwischen Lenzburg und Rotkreuz. Montags bis freitags morgens und abends zusätzliche Züge zwischen Muri und Lenzburg bzw. Aarau.
Rollmaterial: Stadler Flirt, HVZ-Züge: NPZ Domino Spurweite: 1435mm (Normalspur)
Betrieb durch SBB
Zwischen 2008 und 2010 konnten wegen ungenügender Streckenkapazität zwischen Hendschiken und Lenzburg nur die Aarauer S26-Züge über Lenzburg verkehren. Die Zwischenzüge endeten in Othmarsingen, wo auf die Linie S3 oder S23 umgestiegen werden musste.
S 27 Baden – Waldshut / – Bad Zurzach 
Fahrplan: Täglich 30-Minuten-Takt bis Mitternacht zwischen Koblenz und Baden. Von Koblenz verkehrt der Zug alle 60 Minuten nach Waldshut und versetzt alle 60 Minuten nach Bad Zurzach.
Rollmaterial: NPZ Domino Spurweite: 1435mm (Normalspur)
Betrieb durch SBB
S 28 Zofingen – Lenzburg 
Fahrplan: Täglich 30-Minuten-Takt bis 20 Uhr. Danach 60-Minuten-Takt bis Mitternacht.
Rollmaterial: NPZ Domino Spurweite: 1435mm (Normalspur)
Betrieb durch SBB
S 29 Sursee – Zofingen – Olten – Aarau – Wildegg – Brugg – Turgi 
Fahrplan: Täglich 30-Minuten-Takt Zofingen – Turgi, Sursee – Zofingen alle 60 Minuten.
Rollmaterial: NPZ Domino Spurweite: 1435mm (Normalspur)
Betrieb durch SBB
Bis Ende 2018 montags bis freitags in der HVZ verlängerte Züge nach Olten und Langenthal, die nun durch die Verlängerung der S 26  nach Olten und Zusatzzüge der S 23  zwischen Olten und Langenthal abgedeckt werden.
Ende 2019 wurde die S8 Sursee – Olten mit der S29 der S-Bahn Aargau verknüpft. Dadurch hat Zofingen erstmals direkte Züge nach Aarau ohne Umsteigen in Olten.

## Weitere S-Bahn-Linien im Aargau
S 1 Basel – Laufenburg / – Frick (S-Bahn Basel)
Fahrplan: Täglich 30-Minuten-Takt bis Mitternacht zwischen Basel und Stein-Säckingen. Von Stein-Säckingen verkehrt der Zug alle 60 Minuten nach Laufenburg und versetzt alle 60 Minuten nach Frick.
Rollmaterial: Stadler Flirt Spurweite: 1435mm (Normalspur)
Betrieb durch SBB
S 6 Baden – Regensdorf-Watt – Zürich HB – Uetikon  (S-Bahn Zürich)
Fahrplan: Täglich 30-Minuten-Takt bis Mitternacht
Rollmaterial: DTZ Spurweite: 1435mm (Normalspur)
Betrieb durch SBB
S 9 Luzern – Beinwil am See – Lenzburg (Seetalbahn, S-Bahn Luzern)
Fahrplan: Täglich bis 20 Uhr im 30-Minuten-Takt. Danach im 60-Minuten-Takt bis Mitternacht.
Rollmaterial: SBB RABe 520 (Stadler GTW) Spurweite: 1435mm (Normalspur) aber schlankere Züge.
Betrieb durch SBB
S 11 Aarau – Lenzburg – Dietikon – Zürich HB – Stettbach – Winterthur – Seuzach/Sennhof-Kyburg (– Wila)  (S-Bahn Zürich)
Fahrplan: Täglich bis Mitternacht im 30-Minuten-Takt.
Rollmaterial: RABe 511 (Stadler KISS) Spurweite: 1435mm (Normalspur)
Betrieb durch SBB
S 12 Brugg – Altstetten – Zürich HB – Stadelhofen – Winterthur – Schaffhausen/Wil  (S-Bahn Zürich)
Fahrplan: Täglich 30-Minuten-Takt bis Mitternacht.
Rollmaterial: DPZ und RABe 511 (Stadler KISS) Spurweite: 1435mm (Normalspur)
Betrieb durch SBB
S 17 Dietikon – Bremgarten – Wohlen  (S-Bahn Zürich)
Fahrplan: 15-Minuten-Takt montags bis freitags bis 20 Uhr Bremgarten West – Dietikon, täglich 30-Minuten-Takt bis Mitternacht Wohlen – Bremgarten – Dietikon
Rollmaterial: Stadler Diamant, BDe 8/8, Be 4/8 (diese werden mit der Ablieferung der «Diamant» sukzessive an die WSB übergeben) Spurweite: 1000mm (Meterspur)
Betrieb durch Bremgarten-Dietikon-Bahn
S 19 (Koblenz – Baden –) Dietikon – Zürich HB – Wallisellen – Effretikon (– Pfäffikon ZH) Verkehrt nur Werktags. Koblenz - Dietikon und Effretikon - Pfäffikon ZH nur in Hauptverkehrszeiten (S-Bahn Zürich)
Fahrplan: Montags bis freitags morgens und abends 60-Minuten-Takt zwischen Koblenz und Dietikon.
Rollmaterial: DPZ und HVZ-DPZ Spurweite: 1435mm (Normalspur)
Betrieb durch SBB
S 36 Bülach – Bad Zurzach – Waldshut  (S-Bahn Zürich)
Fahrplan: Täglich Stundentakt
Rollmaterial: Stadler GTW Spurweite: 1435mm (Normalspur)
Betrieb durch Thurbo
S 42 (Zürich HB – Dietikon – Wohlen – Muri) Verkehrt nur in Hauptverkehrszeiten. (S-Bahn Zürich)
Fahrplan: Montags bis freitags morgens und abends 60-Minuten-Takt.
Rollmaterial: NPZ Domino Spurweite: 1435mm (Normalspur)
Betrieb durch SBB